# Монастырь в честь святых новомучеников Российских
Монастырь в честь святых новомучеников Российских — монастырь Новосибирской епархии Русской православный церкви. Первый монастырь в черте Новосибирска.
Находился при храме Всех Святых, располагавшемся в бывшем кинотеатре «Луч» на Новогодней улице, 24. Храм Всех Святых был освящён 31 декабря 1993 года.
Ныне монастырю принадлежит только храм в честь святых новомучеников Российских, расположенный на улице Немировича-Данченко, 120/1.
Храм в честь святых новомучеников Российских был освящен в 2004 году архиепископом Новосибирским и Бердским Тихоном (Емельяновым).
Учреждён 6 октября 1999 года по ходатайству епископа Новосибирского Сергия (Соколова) решением Священного синода (журнал № 106).
С 1996 по 2011 год приходом храма, а впоследствии монастырём управлял игумен Феодосий (Чернейкин), наместник. 
В 2013 году решением Синода Русской православной церкви наместником монастыря был назначен игумен Гурий (Прокичев).
Монастырь имел подворья в Венгерове и Купине.